# فريدريك كوك (لاعب كريكت)
فريدريك كوك (1870 في إندونيسيا - 30 نوفمبر 1915) (بالإنجليزية: Frederick Cook)‏ هو لاعب كريكت جنوب أفريقي. شارك مع منتخب جنوب أفريقيا الوطني للكريكت. أما مع النوادي، فقد لعب مع Eastern Province (cricket team) ‏.

## وصلات خارجية
- فريدريك كوك على موقع إي آس بي آن كريك إنفو (الإنجليزية)